# Mogod járás
Mogod járás (mongol nyelven: Могод сум) Mongólia Bulgan tartományának egyik járása. Területe 2820 km². Népessége kb. 2800 fő.
Székhelye 131 km-re délnyugatra fekszik Bulgan tartományi székhelytől.